# Villejust
Villejust ist eine französische Gemeinde mit 2.502 Einwohnern (Stand: 1. Januar 2022) im Département Essonne in der Region Île-de-France. Villejust gehört zum Arrondissement Palaiseau und zum Kanton Les Ulis. Die Einwohner werden Villejustiens genannt.

## Geographie
Villejust liegt etwa 21 Kilometer südwestlich von Paris in der Landschaft Hurepoix am Flüsschen Rouillon, einem Zufluss der Yvette. Villejust wird umgeben von den Nachbargemeinden Villebon-sur-Yvette im Norden, Saulx-les-Chartreux im Osten, Nozay im Süden, Marcoussis im Südwesten sowie Les Ulis im Westen.
Durch die Gemeinde führt die Autoroute A10.

## Bevölkerungsentwicklung
| Jahr      | 1962 | 1968 | 1975 | 1982 | 1990 | 1999 | 2006 | 2012 | 2019 |
| Einwohner | 716  | 793  | 889  | 917  | 1324 | 1655 | 2059 | 2268 | 2425 |

## Sehenswürdigkeiten
- Kirche Saint-Julien, 1520 erbaut, 1796 zerstört, dann wieder errichtet (die Glocke ist seit 1944 Monument historique)
- Schloss Bois-Courtin

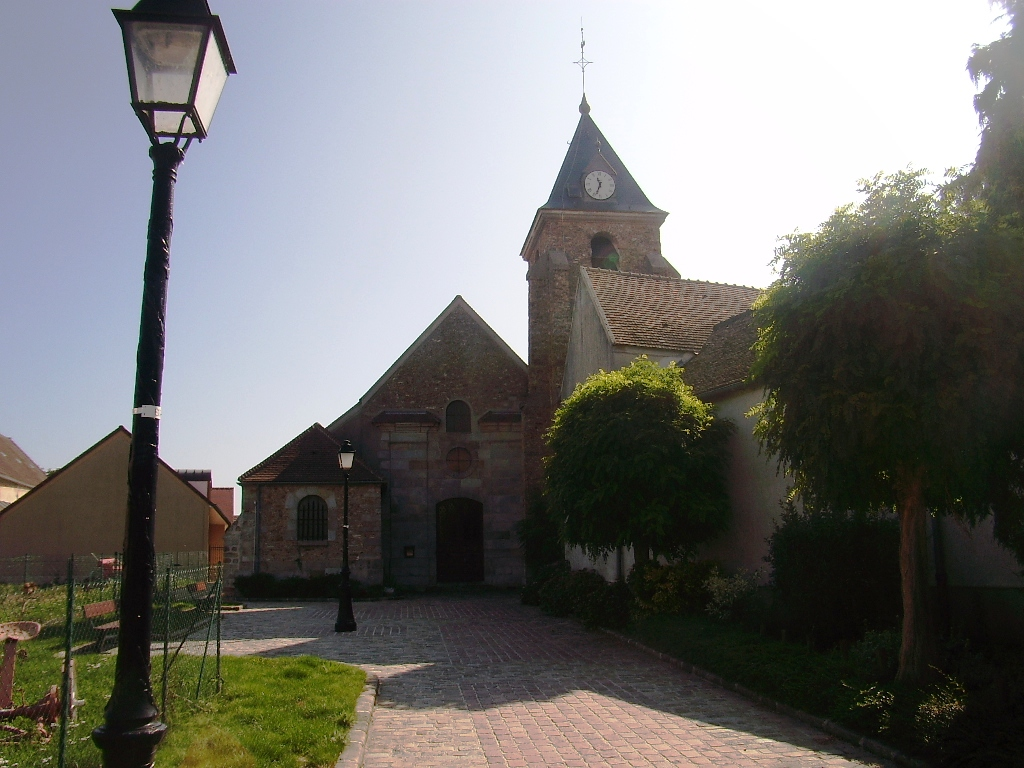
Kirche Saint-Julien
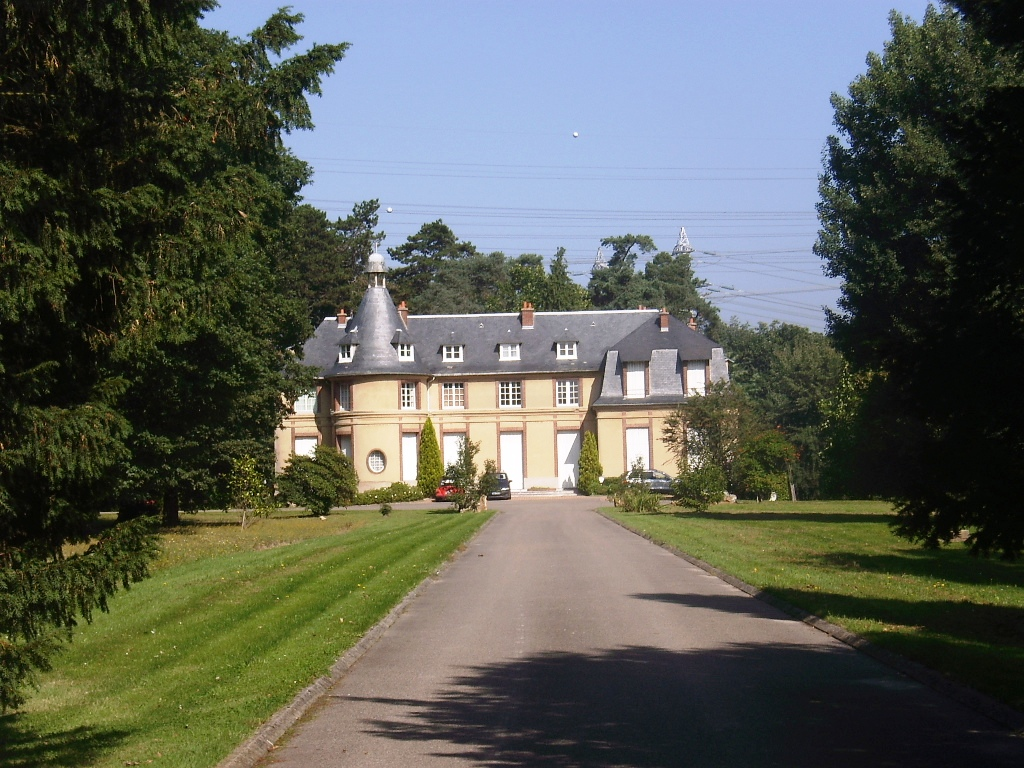
Schloss Bois-Courtin